# 林靖軒 (運動員)
林靖軒（1992年5月14日—）是桃園市人，臺灣田徑運動員，擅長跳遠，於2011年中華民國全國大專校院運動會創個人最佳8.11公尺（W：+1.6） ，達到2012倫敦奧運B標參賽資格。

## 學歷
- 桃園縣立桃園國中體育班
- 國立桃園農工體育班
- 私立輔仁大學體育學系競技組

## 外部連結
- 林靖軒在的頁面
- http://www.cna.com.tw/News/YourNews/201205100010.aspx （页面存档备份，存于）